# Klassisk grekisk konst

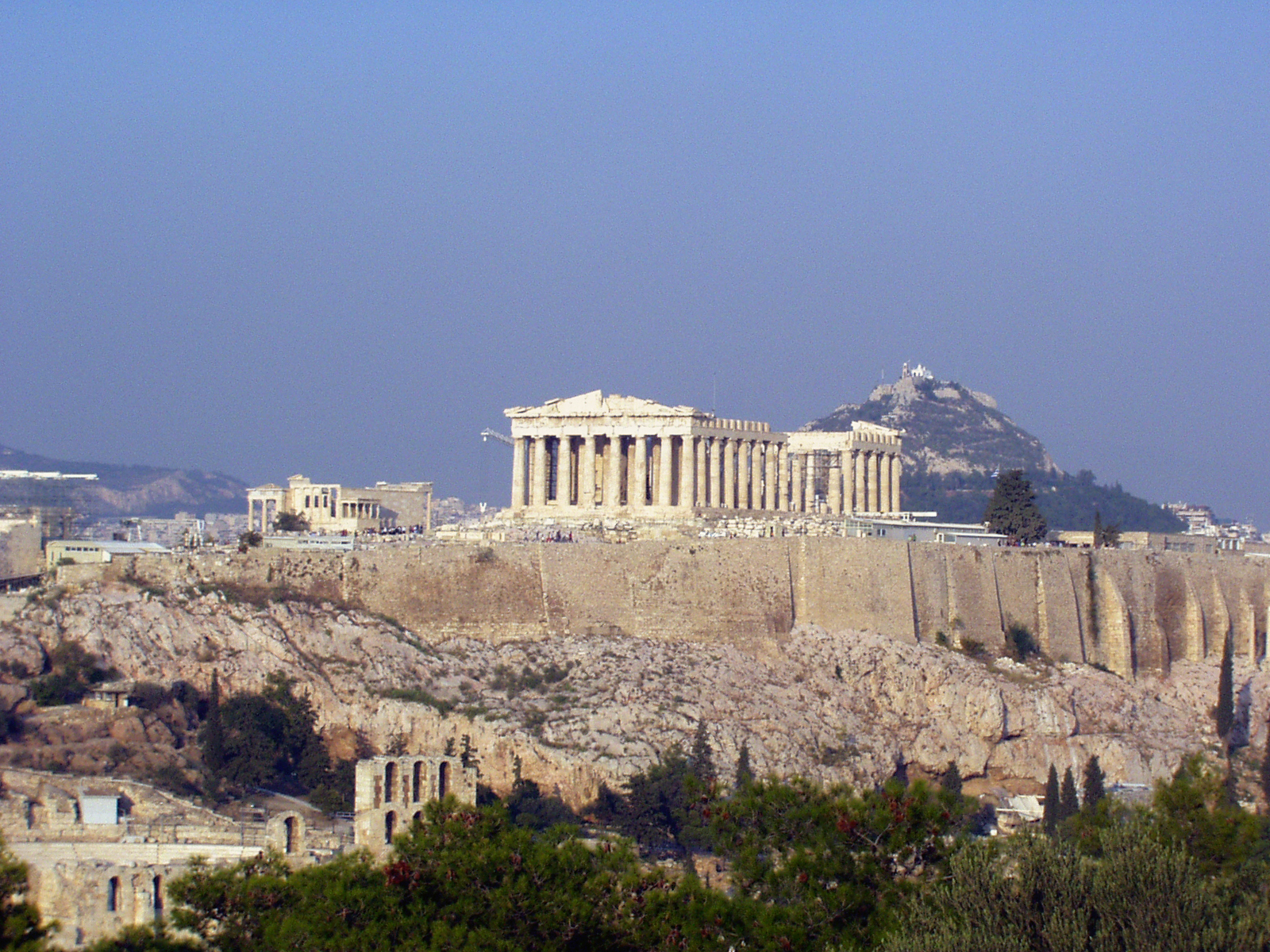
Akropolis i Aten.

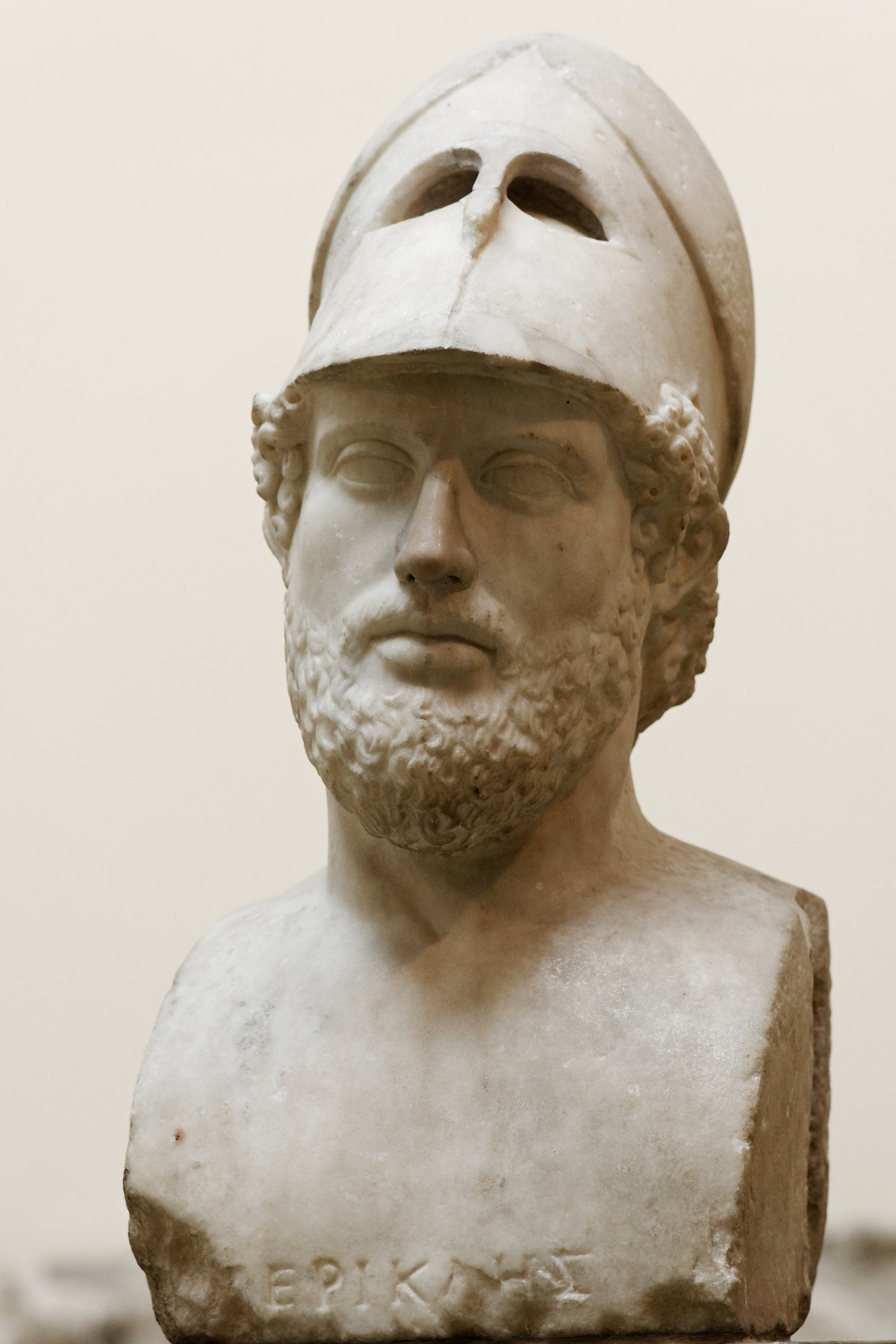
Byst av Perikles.

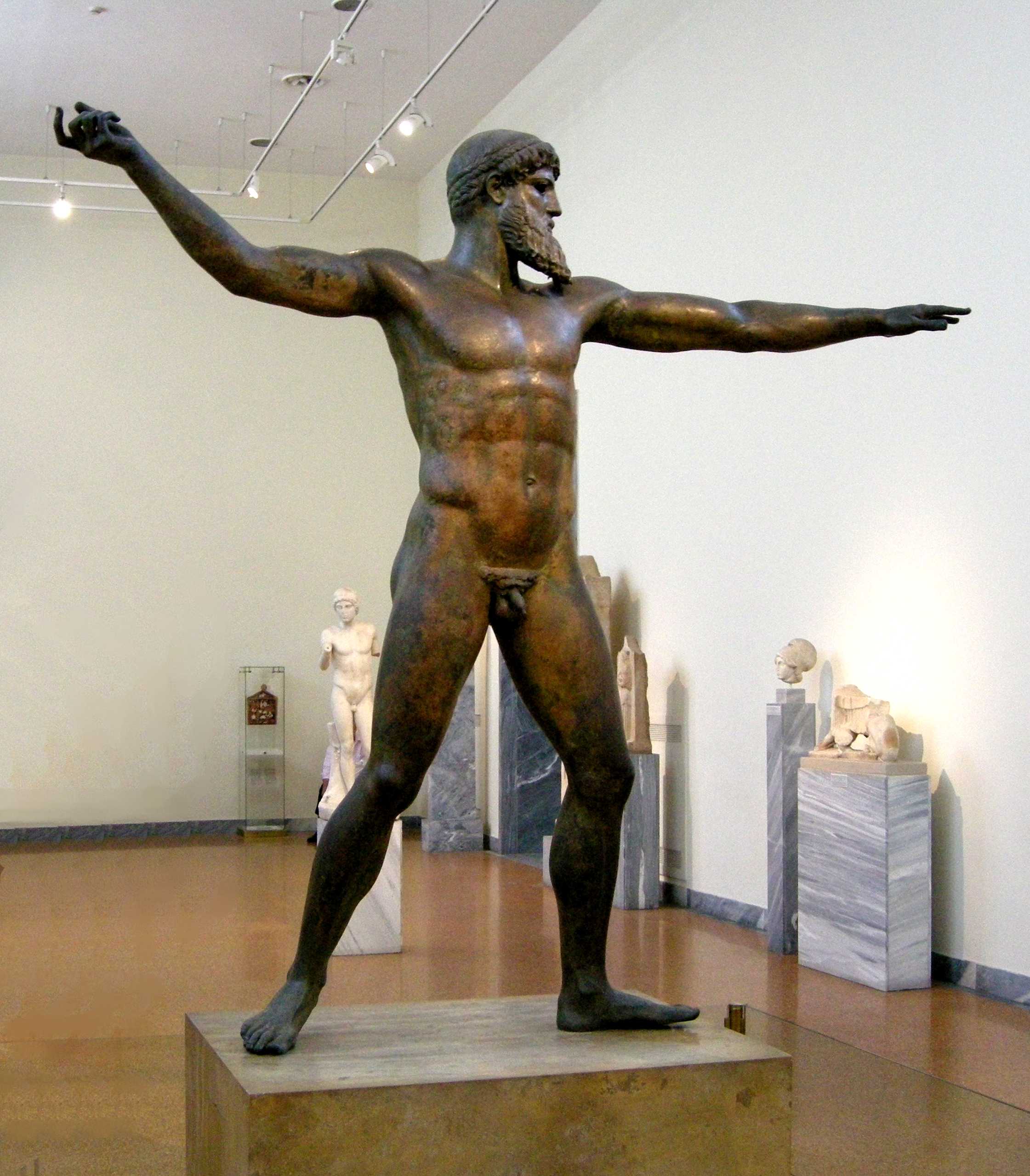
Bronsfigur från Artemision 480–470 f.Kr.

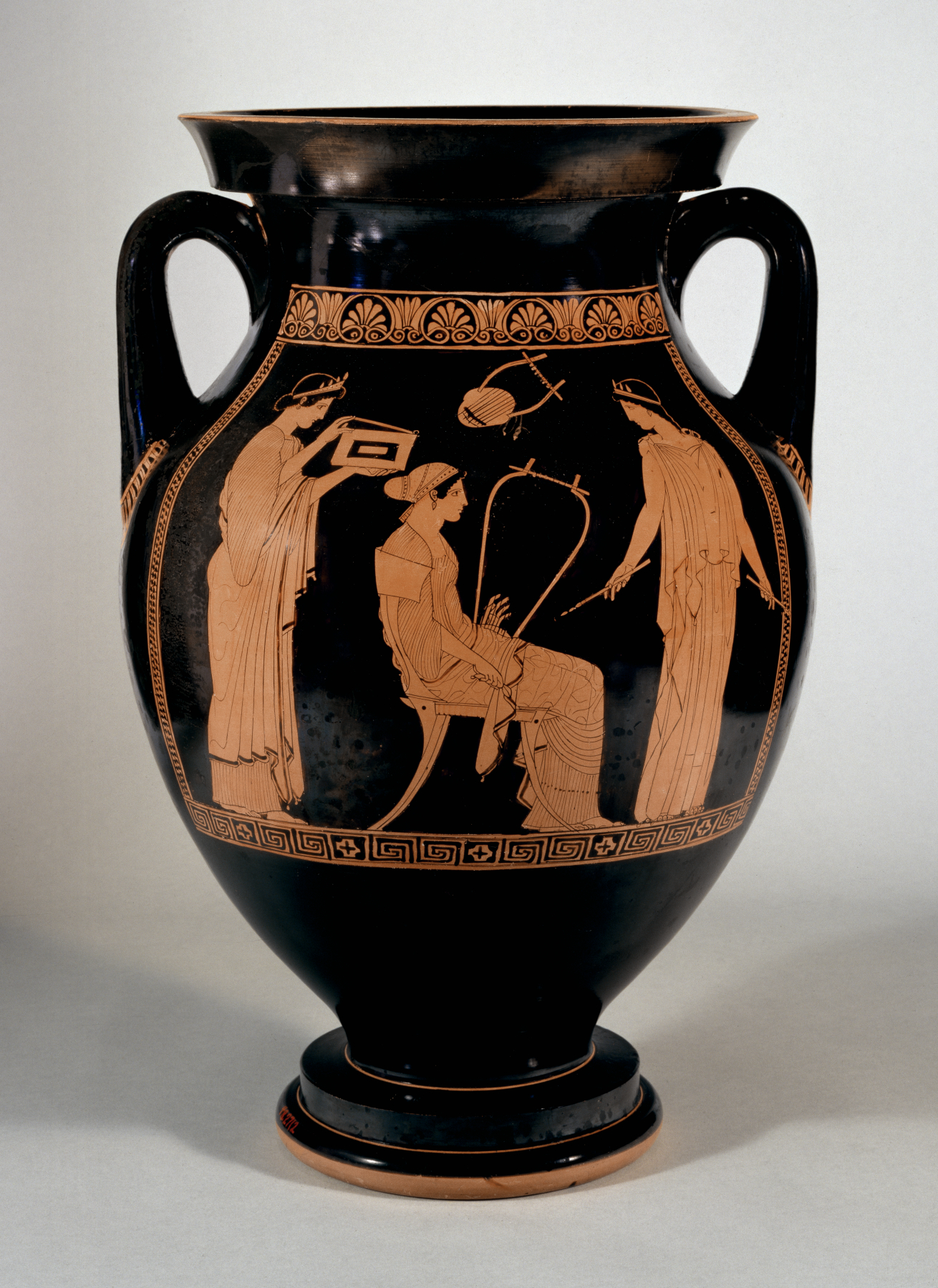
Amfora 460–450 f.Kr.

Klassisk grekisk konst omfattar perioden omkring 480–330 f.Kr. i den grekiska konsten.
De kulturer som fanns runt den grekiska omkring 500 f.Kr. förblev bundna vid gamla traditioner vilket gjorde att den konst som producerades där genomgick mycket små förändringar. I Grekland däremot hade den nya ekonomin och det ökade internationella utbytet lett till dramatiska omvälvningar: Ett intensivt intellektuellt klimat gjorde att religionen fick se sig ifrågasatt, och tyrannernas position undergrävdes av medborgare som krävde likhet inför lagen. Grekernas tilltro till kultbilderna ersattes av mer rationella världsförklaringar och ett demokratiskt statsskick infördes. I denna miljö relativiserades konsten - från att ha utgjort en viktig del av kult blev nu även dess estetiska funktion viktig. Inom ramen för traditionen, de matematiska normerna för kroppens proportioner och kravet att harmonin i kosmos skulle återspeglas i kroppens balans och pose, kunde nu konstnärerna experimentera med formen.

## Måleri
Det var inom måleriet som utvecklingen mot den ideala, klassiska konsten började. Väggmåleriet har gått förlorat, varför det är i vasmåleriet vi kan se hur konstnärerna under 500-talet f.Kr. börjar anpassa tekniken till kraven på högre grad av realism och förfining. Istället för att måla mörka gestalter på den röda terrakottabakgrunden, s.k. svartfigurig stil, målade man nu bakgrunden svart och kunde i rött finarbeta detaljerna inuti gestalternas konturer, s.k. rödfigurig stil. Samtidigt gjorde accepterandet av förkortningar att gestalterna kunde utformas mycket friare än tidigare. Man började också återge ben och armar i förkortning istället för som i all tidigare konst från dess mest karakteristiska sida. Det är i övergången från det svartfiguriga till det rödfiguriga vasmåleriet som människorna i konsten för första gången börjar röra sig fritt.

## Skulptur
Den grekiska skulpturen släppte banden till den orientaliska frontaliteten och egyptiska kompositanatomin i och med att betoningen av kroppsdelarnas relation till varandra kom i fokus. Liksom den skulpturala utsmyckningen nu förväntades stå i balans till templet som helhet, skulle nu de enskilda gestalterna också i sig uttrycka en helhet; kroppens olika delar återgavs inte längre från sina mest karaktäristiska sidor utan gestalternas pose fick avgöra benens, armarnas och huvudets placering och orientering.
Den nya utvecklingen började i reliefskulpturen där erfarenheterna från det tvådimensionella måleriet var lätta att översätta till två och en halv dimensioner. Gestalterna i relieferna på metopplattor, gavelfält och friser uppnådde snart en hög grad av rörelsefrihet. Det avgörande steget till den första verkliga friskulpturen, det slutgiltiga steget bort från den orientaliska, heraldiska skulpturen, kom med den bronsgjutningteknik som grekerna experimenterade fram omkring 450 f.Kr. Så länge skulptörerna var bundna till marmorn lät de sig styras av dess begränsningar och var bundna till någon form av vägg. Genom att variera bronsgodsets tjocklek kunde de nu modellera gestalterna helt fritt, och på mycket kort tid hittade de en form som, av många, fortfarande räknas till skulpturens allra främsta.
Myron brukar kallas den förste store bronsskulptören. Hans välkända Diskuskastaren domineras av ett tänkande i plan. Även om det här är frågan om verklig friskulptur - skulpturen är tänkt att ses från flera håll - dominerar frontaliteten. Armar och ben rör sig endast i sidled.
Hos Polykleitos Doryfyros (Spjutbäraren) har till slut kontraposten genomförts till fullo. Den manlige gestalten har flyttat över hela sin kroppstyngd på sin ena fot, och för att bevara balansen vrider han kroppens olika delar så att blockets ortogonalitet helt brutits.
Under 300-talet f.Kr. kom den tidigare idealismen att övergå i en högre grad av realism. Polykleitos proportionslära och atletiska kroppar övergavs, och gudabilderna blev mer mänskliga både i anatomi och i de friare poser som gestalterna intog.
Praxiteles lyckades överföra bronsskulpturens frihet till marmorn genom att låta gestalterna stödja sig mot ett stöd som gjordes till en del av skulpturen. Han introducerade också den nakna kvinnan som ett nytt motiv i konsten.
Lysippos var den som bröt med Polykleitos ideal som nu hade hunnit vara norm i hundra år. Lysippos gestalter är slankare och mer realistiska än de tidigare atleterna, och de karaktäriseras av hans intresse för den vilande människokroppen.
När vi idag beundrar den klassiska grekiska skulpturen är det lät att glömma att dessa skulpturer hade ögon av glas, vapen av brons etc och måste ha framstått som helt levande för de samtida betraktarna. Marmorskulpturerna var bemålade och bronsstatyerna polerade - den materialkänsla vi idag får av den slitna stenen och mörka metallen är mycket väsensskild från det som en gång varit.

## Arkitektur
Från den mykenska tiden ärvde grekerna staden som var strategiskt centrerad kring akropolen, tempelberget, som även rymde härskarens palats och sädesmagasin. Till detta lades under denna tid nya klassiska element i stadsbilden som vi kan känna igen från europeiska städer än idag: agoran, torget där handeln bedrevs, och i anslutning till den stoan, den långa pelarhallen med dubbla kolonnader där medborgarna möttes och stadens förvaltning bedrevs. Med tiden kom så akropolen att bli en uteslutande religiös anläggning och som sådan fick den symbolisk betydelse för staden - den blev föremål för mycket påkostad konstnärlig utsmyckning.
Den mest kända akropolen idag är utan tvekan Akropolis i Aten, Perikles stora skapelse som blev vida beundrad redan innan den var färdigbyggd och förblivit en av arkitekturens mest beundrade byggnader sedan dess. Parthenons, Athenatemplet mitt på berget, vackra proportioner, fulländade balans och välavvägda optiska justeringar har räknats till arkitekturens främsta bedrifter i mer än 2000 år.